# 夢を育てる わらべうた
『夢を育てる わらべうた』（ゆめをそだてる わらべうた）は、キングレコードから発売された童謡のコンピレーション・アルバム。1998年2月21日発売。

## 概要
- 子供に人気のわらべうたを、全24曲収録。
- 全曲がタンポポ児童合唱団による歌唱で、編曲と演奏は藤家虹二が担当。

## 収録曲
てまりうた
- 1.山寺の和尚さん
- 2.亀戸の天神さま
- 3.いちじくにんじん
- 4.じいばば十よ
- 5.山王のおさるさん

お手玉うた
- 6.おさらい

手遊びうた
- 7.おちゃらかホイ
- 8.お寺の和尚さん
- 9.げんこつ山のたぬきさん
- 10.一ちゃん家の二ちゃん
- 11.青山土手から

鬼遊びうた
- 12.子をとろ子とろ
- 13.あぶく立った煮え立った
- 14.竹の子おくれ
- 15.かごめかごめ
- 16.ことしのぼたん

動物・植物のうた
- 17.種まき権兵衛

外遊びうた（たこあげ）
- 18.たこたこあがれ

歳事うた
- 19.鬼は外福は内
- 20.お雛さまよ

子守うた（ぼやきうた）
- 21.うんどみゃばか
- 22.子守りくどき

子守うた（ねかせうた）
- 23.ねんねこしゃっしゃりましゃ
- 24.赤い山青い山白い山